# Anne Minter
| Posities op de WTA-ranglijst Positie per einde seizoen: \| jaar \| rang enkelspel \| rang dubbelspel \| \| ---- \| -------------- \| --------------- \| \| 1979 \| [4] 198 \| – \| \| 1980 \| [5] 98 \| – \| \| 1981 \| [6] 120 \| – \| \| 1982 \| [7] 77 \| – \| \| 1983 \| 89 \| – \| \| 1984 \| 43 \| – \| \| 1985 \| 72 \| – \| \| 1986 \| 75 \| 106 \| \| 1987 \| 38 \| 89 \| \| 1988 \| 26 \| 111 \| \| 1989 \| 34 \| 77 \| \| 1990 \| 88 \| 156 \| \| 1991 \| 59 \| 201 \| \| 1992 \| 628 \| – \| \| 1993 \| 545 \| – \| |                |                 |
| jaar | rang enkelspel | rang dubbelspel |
| 1979 | 198            | –               |
| 1980 | 98             | –               |
| 1981 | 120            | –               |
| 1982 | 77             | –               |
| 1983 | 89             | –               |
| 1984 | 43             | –               |
| 1985 | 72             | –               |
| 1986 | 75             | 106             |
| 1987 | 38             | 89              |
| 1988 | 26             | 111             |
| 1989 | 34             | 77              |
| 1990 | 88             | 156             |
| 1991 | 59             | 201             |
| 1992 | 628            | –               |
| 1993 | 545            | –               |

Anne Minter (Melbourne, 3 april 1963) is een voormalig tennisspeelster uit Australië. Minter was actief in het proftennis van 1979 tot in 1993. Vanwege haar huwelijk wordt zij door de WTA aangeduid als Anne Harris, maar voor zover bekend gebruikte zij die naam niet tijdens haar tennisloopbaan.

## Loopbaan

### Junioren
Als zestienjarige won Minter de meisjesenkelspeltitel op het Australian Open 1979 – in de finale versloeg zij landgenote Susan Leo.

### Enkelspel
Minter debuteerde in december 1979 op het Australian Open – na het kwalificatietoernooi met succes te hebben doorlopen, bereikte zij in de hoofdtabel de tweede ronde, door haar dubbelspelpartner Brenda Catton in de openingspartij te verslaan. Op het Australian Open 1980 kwam zij tot de derde ronde. In mei 1981 maakte zij haar WTA-debuut, op het toernooi van Berlijn – terwijl in Australië destijds nog op gras werd gespeeld, maakte Minter in Berlijn voor het eerst kennis met gravel. Een week later bereikte zij op het graveltoernooi van Roland Garros de tweede ronde. Minter stond in 1983 voor het eerst in een WTA-finale, op het toernooi van Kansas City – zij verloor van landgenote Elizabeth Sayers. Later dat jaar won zij het ITF-hardcourttoernooi van Sydney, door landgenote Amanda Tobin te verslaan. In 1987 veroverde Minter haar eerste WTA-titel, op het toernooi van Taipei, door de Duitse Claudia Porwik te verslaan. In 1988 nam zij deel aan de Olympische Spelen in Seoel – daar bereikte zij de tweede ronde. In totaal won zij vier WTA-titels, de laatste in 1989 eveneens in Taipei.
Haar beste resultaat op de grandslamtoernooien is het bereiken van de kwartfinale, op het Australian Open 1988. Haar hoogste notering op de WTA-ranglijst is de 23e plaats, die zij bereikte in juli 1988.

### Dubbelspel
Minter was in het dubbelspel minder actief dan in het enkelspel. Zij debuteerde in december 1979 op het Australian Open, samen met landgenote Brenda Catton. Een jaar later speelde zij voor het eerst op een WTA-hoofdtoernooi, op het toernooi van Adelaide, samen met landgenote Elizabeth Little. Zij kwamen tot de tweede ronde. In 1983 won zij het ITF-toernooi van Bari (Italië), samen met haar jongere zuster Elizabeth. Minter bereikte eenmaal een WTA-finale, in 1984 op het toernooi van Salt Lake City, samen met haar zuster Elizabeth – hier veroverde zij haar enige WTA-dubbelspeltitel, door het Amerikaanse koppel Heather Crowe en Robin White te verslaan.
Haar beste resultaat op de grandslamtoernooien is het bereiken van de kwartfinale, op het Australian Open 1984, met haar zuster Elizabeth aan haar zijde. Haar hoogste notering op de WTA-ranglijst is de 68e plaats, die zij bereikte in maart 1990.

#### Gemengd dubbelspel
Haar beste resultaat in deze discipline is het bereiken van de finale op Roland Garros 1984, met landgenoot Laurie Warder aan haar zijde – zij verloren de eindstrijd van het Amerikaanse koppel Anne Smith en Dick Stockton.

### Tennis in teamverband
In de periode 1981–1989 maakte Minter deel uit van het Australische Fed Cup-team – zij behaalde daar een winst/verlies-balans van 20–6. In 1984 bereikten zij de finale van de Wereldgroep, die zij verloren van de dames uit Tsjecho-Slowakije, ondanks haar persoonlijke zege op Helena Suková.

## Persoonlijk
Minter trouwde met Graeme Harris, op 27 november 1988 in Box Hill (een buitenwijk van Melbourne). Zij kregen drie kinderen, een meisje, een jongen en nog een meisje. Zoon Andrew Harris won in 2012 samen met Nick Kyrgios de juniordubbelspeltitels op Roland Garros en op Wimbledon.
Minter geeft nog tennislessen op een (gras)baan achter hun huis.

## Palmares
| Legenda                |
| ---------------------- |
| Grandslamtoernooi      |
| Olympische Spelen      |
| Year-End Championships |
| Tier I                 |
| Tier II                |
| Tier III               |
| Tier IV & V            |

### WTA-finaleplaatsen enkelspel
| nr.              | finale     | toernooi        | ondergrond | tegenstandster   | score         |
| ---------------- | ---------- | --------------- | ---------- | ---------------- | ------------- |
| gewonnen finales |            |                 |            |                  |               |
| 1.               | 1987-04-26 | WTA Taipei      | tapijt (i) | Claudia Porwik   | 6-4, 6-1      |
| 2.               | 1987-05-03 | WTA Singapore   | hardcourt  | Barbara Gerken   | 6-4, 6-1      |
| 3.               | 1988-10-16 | WTA San Juan    | hardcourt  | Mercedes Paz     | 2-6, 6-4, 6-3 |
| 4.               | 1989-04-30 | WTA Taipei      | hardcourt  | Cammy MacGregor  | 6-1, 4-6, 6-2 |
| verloren finales |            |                 |            |                  |               |
| 1.               | 1983-09-25 | WTA Kansas City | hardcourt  | Elizabeth Sayers | 3-6, 1-6      |
| 2.               | 1985-03-03 | WTA Hershey     | tapijt (i) | Robin White      | 7-6, 2-6, 2-6 |
| 3.               | 1987-08-09 | WTA San Diego   | hardcourt  | Raffaella Reggi  | 0-6, 4-6      |

### WTA-finaleplaatsen vrouwendubbelspel
| nr.              | finale     | toernooi           | ondergrond | partner          | tegenstandsters           | score    |
| ---------------- | ---------- | ------------------ | ---------- | ---------------- | ------------------------- | -------- |
| gewonnen finales |            |                    |            |                  |                           |          |
| 1.               | 1984-09-16 | WTA Salt Lake City | hardcourt  | Elizabeth Minter | Heather Crowe Robin White | 6-1, 6-2 |
| verloren finales |            |                    |            |                  |                           |          |
| geen             |            |                    |            |                  |                           |          |

### WTA-finaleplaatsen gemengd dubbelspel
| nr.              | finale     | toernooi      | ondergrond | partner       | tegenstanders            | score    |         |
| ---------------- | ---------- | ------------- | ---------- | ------------- | ------------------------ | -------- | ------- |
| gewonnen finales |            |               |            |               |                          |          |         |
| geen             |            |               |            |               |                          |          |         |
| verloren finales |            |               |            |               |                          |          |         |
| 1.               | 1984-06-10 | Roland Garros | gravel     | Laurie Warder | Anne Smith Dick Stockton | 2-6, 4-6 | details |

### Gewonnen ITF-toernooien enkelspel
| nr. | finale     | toernooi | dotatie | ondergrond | tegenstandster in finale | score    |
| --- | ---------- | -------- | ------- | ---------- | ------------------------ | -------- |
| 1.  | 1983-10-23 | Sydney   | $10.000 | hardcourt  | Amanda Tobin             | 6-3, 6-4 |

### Gewonnen ITF-toernooien dubbelspel
| nr. | finale     | toernooi | dotatie | ondergrond | partner          | tegenstandsters in finale  | score    |
| --- | ---------- | -------- | ------- | ---------- | ---------------- | -------------------------- | -------- |
| 1.  | 1983-04-24 | Bari     | $10.000 | gravel     | Elizabeth Minter | Sabrina Goleš Renata Šašak | 6-4, 6-2 |

## Resultaten grandslamtoernooien
| Legenda | Legenda                          |
| ------- | -------------------------------- |
| g.t.    | geen toernooi gehouden           |
| l.c.    | lagere categorie                 |
| –       | niet deelgenomen                 |
| G       | uitgeschakeld in de groepsfase   |
| 1R      | uitgeschakeld in de eerste ronde |
| 2R      | uitgeschakeld in de tweede ronde |
| 3R      | uitgeschakeld in de derde ronde  |
| 4R      | uitgeschakeld in de vierde ronde |
| KF      | uitgeschakeld in de kwartfinale  |
| HF      | uitgeschakeld in de halve finale |
| F       | de finale verloren               |
| W       | het toernooi gewonnen            |
| w-v     | winst/verlies-balans             |

### Enkelspel
| toernooi        | 1979 | 1980 | 1981 | 1982 | 1983 | 1984 | 1985 | 1986 | 1987 | 1988 | 1989 | 1990 | 1991 | 1992 | w-v   |
| --------------- | ---- | ---- | ---- | ---- | ---- | ---- | ---- | ---- | ---- | ---- | ---- | ---- | ---- | ---- | ----- |
| Australian Open | 2R   | 3R   | 1R   | 2R   | 2R   | 2R   | 1R   | g.t. | 1R   | KF   | 2R   | 1R   | 1R   | 1R   | 11-13 |
| Roland Garros   | –    | –    | 2R   | 1R   | 2R   | 1R   | 2R   | –    | 3R   | 1R   | 2R   | 2R   | 1R   | –    | 7-10  |
| Wimbledon       | –    | –    | –    | 2R   | 3R   | 2R   | 2R   | 3R   | 2R   | 4R   | 3R   | 3R   | 4R   | –    | 18-10 |
| US Open         | –    | –    | 1R   | 1R   | 1R   | 3R   | 2R   | 1R   | 1R   | 3R   | 3R   | 1R   | 1R   | –    | 7-11  |

### Vrouwendubbelspel
| toernooi        | 1979 | 1980 | 1981 | 1982 | 1983 | 1984 | 1985 | 1986 | 1987 | 1988 | 1989 | 1990 | 1991 | 1992 | w-v  |
| --------------- | ---- | ---- | ---- | ---- | ---- | ---- | ---- | ---- | ---- | ---- | ---- | ---- | ---- | ---- | ---- |
| Australian Open | 1R   | 1R   | –    | 1R   | 1R   | KF   | 1R   | g.t. | 1R   | 1R   | 1R   | 3R   | 2R   | 1R   | 5-10 |
| Roland Garros   | –    | –    | 1R   | 1R   | 2R   | 2R   | 2R   | –    | 3R   | 1R   | 2R   | 1R   | –    | –    | 6-8  |
| Wimbledon       | –    | –    | –    | –    | 2R   | 1R   | 1R   | 1R   | 3R   | 2R   | 2R   | 1R   | –    | –    | 5-8  |
| US Open         | –    | –    | 1R   | 1R   | 1R   | 2R   | 2R   | 1R   | 2R   | 1R   | 1R   | 1R   | –    | –    | 3-9  |

### Gemengd dubbelspel
| Australian Open | –  | –  | –  | –  | g.t. | 1R | –  | –  | 1R | 0-2  |
| Roland Garros   | 2R | 3R | F  | KF | –    | 2R | –  | –  | –  | 10-5 |
| Wimbledon       | –  | 1R | KF | 1R | 2R   | 3R | 1R | 2R | –  | 7-6  |
| US Open         | –  | 1R | 2R | –  | –    | –  | –  | –  | –  | 0-2  |